# Образование на Барбадосе
Образование на Барбадосе основано прежде всего на британской модели.

## Обзор
Всеобщий доступ к начальному и среднему образованию начался как минимум с 1960-х годов. По состоянию на 2014 год, уровень грамотности молодёжи и взрослых на Барбадосе превышает 99 %, а среди пожилых людей он упал до 98,5 %; коэффициент гендерного паритета грамотности составляет 1,0. 
Начиная с 2000 года, правительство инициировало Программу развития сектора образования, обычно именуемую EduTech 2000. Этот проект стоимостью 213 млн. $ США был профинансирован правительством Барбадоса (45 %), Межамериканским банком развития (40 %) и Карибским банком развития (15 %). Он предусматривал четыре основных улучшения:
- ремонт 73 зданий государственных начальных и средних школ;
- создание новых подразделений, созданных министерством для поддержки новых методик обучения, в том числе Центр обзора медиаресурсов Shell, Национальный центр оценки и исследований в области образования (при Университете Вест-Индии, Кейв-Хилл) и программного офиса в министерстве;
- повышение технологической доступности (новые компьютеры, программное обеспечение и сети);
- повышение квалификации всех учителей по вопросам интеграции технологий, методологий, ориентированных на ребёнка, и образования для лиц с особыми потребностями;
- реформа учебных программ с учётом изменений в обществе Барбадоса. Ключевые концептуальные основы инициативы — конструктивизм и образование, ориентированное на ребёнка. Большая часть обучения без отрыва от производства была предоставлена Педагогическим колледжем Эрдистон[1][2].

### Учебный год
Учебный год на Барбадосе построен по британской системе, и поэтому он следует расписанию с тремя триместрами в учёбном году.
Первый семестр начинается во вторую неделю сентября и продолжается в течение 15 недель с перерывом в середине декабря, за исключением одной недели промежуточного перерыва в середине октября. Второй семестр начинается в первую неделю января и продолжается 12 недель до конца марта. Последний третий семестр начинается в середине апреля и продолжается 11 недель до конца июня.
Период школьных каникул длится от 9 до 10 недель с конца июня до первой недели сентября.
Образование предоставляется бесплатно и является обязательным в возрасте от 5 до 16 лет; посещаемость строго обязательна. В 1991 году общий показатель охвата начальным образованием составлял 90,4 %.
Сообщалось, что Барбадос потратил примерно 15 млрд. $ на образование с момента обретения независимости в 1966 году. В 2006 году бывший глава Центрального банка сэр Кортни Блэкман отметил, что между 1966 и 2000 годами последовательно правительство потратило 15 млрд. $ на образование — «замечательные инвестиции для такого маленького государства».
В 2009 году Рональд Джонс на посту министра образования и развития людских ресурсов заявил, что правительство Барбадоса потратило 290 миллионов долларов на модернизацию школ с использованием информационных технологий. Учитывая это, Джонс сказал, что министерство введет в процесс оценки школ по использованию технологии по шкале от 1 до 6.

## Учреждения
По состоянию на 2015—2016 гг.: 
- 10 государственных детских садов;
- 14 частных детских садов;
- 68 государственных начальных школ (из которых 67 предлагают дошкольное образование);
- 26 частных начальных / смешанных школ;
- 3 государственные школы с инклюзивным образованием (и 4 начальные школы с инклюзивным образованием);
- 4 частные школы с инклюзивным образованием;
- 22 государственные средние школы;
- 9 частных средних / смешанных школ.

Высшие / профессиональные учебные заведения
- Университет Вест-Индии в Кейв-Хилл
- Барбадосский общественный колледж
- Технологический институт Сэмюэля Джекмана Прескода
- Кодрингтон-колледж
- Педагогический колледж Эрдистон

Также на Барбадосе действует 1 центральное административное учреждение, министерство образования, технологии и профессионального обучения, включая:
- Департамент медиаресурсов
- Отдел развития высшего образования
- Группа реализации образовательных проектов